# Adel Bouaraba
 (septembre 2021).
Adel Bouaraba (en arabe : عادل بوعرابة) est un footballeur algérien né le 4 avril 1985 à Batna. Il évoluait au poste d'arrière droit.

## Biographie
Il évolue en première division algérienne avec les clubs, du MSP Batna et du MC El Eulma. Il dispute 56 matchs en inscrivant deux buts en Ligue 1.

## Palmarès
MSP Batna
- Championnat d'Algérie D2 :
  - Vice-champion : 2007-08.